# کویاشتیر
کویاشتیر (به لاتین: Kuyashtyr) یک منطقهٔ مسکونی در روسیه است که در باشقیرستان واقع شده‌است.